# Anthophora murutica
Anthophora murutica är en biart som beskrevs av Heinrich Friese 1919. Anthophora murutica ingår i släktet pälsbin, och familjen långtungebin. Inga underarter finns listade i Catalogue of Life.